# Équipe cycliste Aki
L'équipe cycliste Aki-Gipiemme est une équipe cycliste professionnelle monégasque puis italienne ayant existé de 1989 à 1997. Elle était dirigée par Roberto Amadio. Au cours de son existence, l'équipe participe aux trois grands tours : elle remporte deux étapes sur le Tour d'Italie 1995 puis une en 1997 ainsi qu'une étape sur le Tour d'Espagne 1996.

## Principaux coureurs de l'équipe
| Nom                 | Naissance  | Nationalité | Arrivée | Départ |
| ------------------- | ---------- | ----------- | ------- | ------ |
| Mauro Bettin        | 21/12/1968 | Italie      | 1995    | 1995   |
| Giuseppe Citterio   | 27/03/1967 | Italie      | 1995    | 1996   |
| Gilles Delion       | 05/08/1966 | France      | 1996    | 1996   |
| Jean-Philippe Dojwa | 07/08/1967 | France      | 1996    | 1996   |
| Stefano Faustini    | 25/08/1968 | Italie      | 1996    | 1997   |
| Serhiy Honchar      | 03/07/1970 | Ukraine     | 1997    | 1997   |
| Zenon Jaskuła       | 04/06/1962 | Pologne     | 1995    | 1995   |
| Dimitri Konyshev    | 18/02/1966 | Russie      | 1995    | 1996   |
| Endrio Leoni        | 22/08/1968 | Italie      | 1996    | 1997   |
| Erwann Menthéour    | 29/06/1973 | France      | 1996    | 1996   |
| Dante Rezze         | 27/04/1963 | France      | 1995    | 1996   |
| Gilberto Simoni     | 25/08/1971 | Italie      | 1995    | 1996   |
| Andrei Teteriouk    | 20/09/1967 | Kazakhstan  | 1995    | 1996   |
| Denis Zanette       | 23/03/1970 | Italie      | 1995    | 1997   |
| Mauro Zanetti       | 05/04/1973 | Italie      | 1997    | 1997   |
| Marco Zanotti       | 21/01/1974 | Italie      | 1997    | 1997   |

## Victoires
| Date       | Course                                        | Pays      | Vainqueur         |
| ---------- | --------------------------------------------- | --------- | ----------------- |
| 16/02/1995 | Classic Haribo                                | France    | Giuseppe Citterio |
| 29/05/1995 | 16e étape du Tour d'Italie                    | Italie    | Giuseppe Citterio |
| 31/05/1995 | 18e étape du Tour d'Italie                    | Italie    | Denis Zanette     |
| 16/07/1995 | GP Città di Rio Saliceto e Correggio          | Italie    | Luca Pavanello    |
| 29/02/1996 | 3e étape du Tour de la Communauté valencienne | Espagne   | Giuseppe Citterio |
| 15/06/1996 | 4e étape du Tour de Suisse                    | Suisse    | Andrei Teteriouk  |
| 18/07/1996 | 1re étape de la Hofbrau Cup                   | Allemagne | Dimitri Konyshev  |
| 21/07/1996 | 4e étape de la Hofbrau Cup                    | Allemagne | Dimitri Konyshev  |
| 21/07/1996 | Classement général de la Hofbrau Cup          | Allemagne | Dimitri Konyshev  |
| 25/09/1996 | 18e étape du Tour d'Espagne                   | Espagne   | Dimitri Konyshev  |
| 07/03/1997 | Tour du lac Majeur                            | Suisse    | Endrio Leoni      |
| 13/03/1997 | 1re étape du Tirreno-Adriatico                | Italie    | Endrio Leoni      |
| 04/06/1997 | 18e étape du Tour d'Italie                    | Italie    | Serhiy Honchar    |
| 21/06/1997 | 5e étape du Tour de Suisse                    | Suisse    | Serhiy Honchar    |

## Classements UCI
Le tableau suivant indique le rang de l'équipe ainsi que son coureur le mieux placé au classement individuel de l'UCI,,.
| Saison | Classement par équipes | Meilleur coureur au classement individuel |
| ------ | ---------------------- | ----------------------------------------- |
| 1995   | 21e                    | Dimitri Konyshev (52e)                    |
| 1996   | 21e                    | Stefano Faustini (55e)                    |
| 1997   | 25e                    | Serhiy Honchar (35e)                      |